# アンディ・スタンフィールド
アンディ・スタンフィールド (Andrew ("Andy") William Stanfield、1927年12月29日 - 1985年6月15日)は、アメリカ合衆国の陸上競技選手。

## 経歴
スタンフィールドは、高校時代から才能あふれる選手で、特に短距離と幅跳びに能力を発揮していた。徴兵から戻った1948年に大学に入学、翌1949年には初めての国内のタイトルを獲得している。彼はAAU(全米体育協会)選手権で6度、IC4A大会でも9回優勝している。
国際大会では200mですぐにその力を発揮する。1951年には20.6秒を出し、バーニー・ユーウェルの記録を破り、世界新記録を樹立。同じ記録を1952年、1956年と記録している。
世界記録保持者として望んだ1952年ヘルシンキオリンピックの200mでは、アメリカ人同士による争いとなり、銀メダルのセイン・ベーカー(Thane Baker)、ジェームズ・ギャザーズ(James Gathers)を抑え金メダルを獲得。さらに4×100mリレーでも、40秒1のタイムで2位のソ連を抑えて金メダルを獲得した。
スタンフィールドは、1956年メルボルンオリンピックにも出場を果たす。この大会の200mもアメリカ人による争いとなり、連覇はならなかったものの、金メダルを獲得したボビー・モロー(Bobby Morrow)に次いで銀メダルを獲得した。

## 主な実績
| 年   | 大会         | 場所                       | 種目         | 結果 | 記録  |
| ---- | ------------ | -------------------------- | ------------ | ---- | ----- |
| 1952 | オリンピック | ヘルシンキ(フィンランド)   | 200m         | 1位  | 20秒7 |
| 1952 | オリンピック | ヘルシンキ(フィンランド)   | 4×100mリレー | 1位  | 40秒1 |
| 1956 | オリンピック | メルボルン(オーストラリア) | 200m         | 2位  | 20秒7 |